# 湖塘乡
湖塘乡，是中华人民共和国江西省宜春市丰城市下辖的一个乡镇级行政单位。

## 行政区划
湖塘乡下辖以下地区：
湖塘社区、湖塘村、堎上村、杨庄村、圳上村、岭下村、六坊村、红湖村、东荆村、洛溪村、矩塘村、廖家村、虔溪村、燕山村和雄庄村。